# ФК Саутемптон
Фудбалски клуб Саутемптон (енгл. Southampton Football Club), енглески је фудбалски клуб из Саутемптона. Тренутно се такмичи у Премијер лиги, након што је у сезони 2011/12. као другопласирани у Чемпионшипу пласирао у виши ранг. 
Своје домаће утакмице од 2001. игра на Сент Мерис стадиону, који је заменио стари стадион Дел, дом Саутемптона од 1898. године. Клуб носи надимак Свеци од самог оснивања 1885. због своје историје као црквени фудбалски тим, јер је основан као Асоцијација младића цркве Свете Марије (St Mary's Y.M.A). Клуб је 1887. добио име Сент Мерис, 1894. је променио у Саутемптон Сент Мерис, да би коначно 1897. године добио данашњи назив Саутемптон. 18 Највећи ривал клуба је Портсмут, а њихови сусрети су познати као Дерби јужне обале.
Клуб је освојио ФА куп 1976. године и три пута био финалиста, а најбољи резултат у лигашким такмичењима је друго место у сезони 1983/84. Прве лиге Енглеске. Такође је био финалиста Лига купа 1979. и 2017. као и Комјунити шилда 1976. године.

## Успеси
- Прва лига Енглеске
  - Вицепрвак (1): 1983/84.

- Друга дивизија / Чемпионшип
  - Вицепрвак (3): 1965/66, 1977/78, 2011/12.

- ФА куп
  - Освајач (1): 1975/76.
  - Финалиста (3): 1989/90, 1901/02, 2002/03.

- Лига куп Енглеске
  - Финалиста (2): 1978/79, 2016/17.

- ФА Комјунити шилд
  - Финалиста (1): 1976.

- Трофеј Фудбалске лиге (Куп Треће и Четврте лиге)
  - Освајач (1): 2009/10.

- Англо-италијански Лига куп
  - Финалиста (1): 1976.

## Стадион
Данашњи стадион Сент Мерис је дом Саутемптона од 2001. године. Стадион је грађен од децембра 1999. до јула 2001, а укупни трошкови су били 32 милиона фунти. Стадион је званично отворен 1. августа 2001. пријатељском утакмицом Саутемптона и шпанског Еспањола (3:4). Укупан капацитет стадиона је 32.689. седећих места. Прелазак клуба на нови стадион је био прихваћен као повратак кући, јер је нови стадион изграђен у срцу града у близини Цркве Свете Марије, чији су чланови основали клуб.
Од 1897. до 2001. дом Саутемптона је био стадион Дел, који је срушен половином 2001, а на његовом месту је изграђено стамбено насеље. Дел је имао капацитет од 15.200 места.

## ФК Саутемптон у европским такмичењима
| Сезона   | Такмичење             | Коло          | Клуб              | Дом. терен | Гос. терен | Укупно               |
| -------- | --------------------- | ------------- | ----------------- | ---------- | ---------- | -------------------- |
| 1969/70. | Куп сајамских градова | 1. коло       | Розенборг         | 2:0        | 0:1        | 2:1                  |
| 1969/70. | Куп сајамских градова | 2. коло       | Виторија Гимараис | 5:1        | 3:3        | 8:4                  |
| 1969/70. | Куп сајамских градова | осмина финала | Њукасл јунајтед   | 1:1        | 0:0        | 1:1                  |
| 1971/72. | Куп УЕФА              | 1. коло       | Атлетик Билбао    | 2:1        | 0:2        | 2:3                  |
| 1976/77. | Куп победника купова  | 1. коло       | Олимпик Марсељ    | 4:0        | 1:2        | 5:2                  |
| 1976/77. | Куп победника купова  | осмина финала | Карик ренџерс     | 4:1        | 5:2        | 9:3                  |
| 1976/77. | Куп победника купова  | четвртфинале  | Андерлехт         | 2:1        | 0:2        | 2:3                  |
| 1981/82. | Куп УЕФА              | 1. коло       | Лимерик јунајтед  | 1:1        | 3:0        | 4:1                  |
| 1981/82. | Куп УЕФА              | 2. коло       | Спортинг Лисабон  | 2:4        | 0:0        | 2:4                  |
| 1982/83. | Куп УЕФА              | 1. коло       | Норћепинг         | 2:2        | 0:0        | 2:2                  |
| 1984/85. | Куп УЕФА              | 1. коло       | Хамбургер         | 0:0        | 0:2        | 0:2                  |
| 2003/04. | Куп УЕФА              | 1. коло       | Стеауа Букурешт   | 1:1        | 0:1        | 1:2                  |
| 2015/16. | УЕФА Лига Европе      | 3. коло квал. | Витесе            | 3:0        | 2:0        | 5:0                  |
| 2015/16. | УЕФА Лига Европе      | плеј-оф       | Мидтјиланд        | 1:1        | 0:1        | 1:2                  |
| 2016/17. | УЕФА Лига Европе      | група К       | Интер             | 2:1        | 0:1        | 3. од укупно 4 места |
| 2016/17. | УЕФА Лига Европе      | група К       | Спарта Праг       | 3:0        | 0:1        | 3. од укупно 4 места |
| 2016/17. | УЕФА Лига Европе      | група К       | Хапоел Биршеба    | 1:1        | 0:0        | 3. од укупно 4 места |